# François Gauvin
François Gauvin, né en 1965 à Québec (Canada), est un philosophe, un essayiste et un journaliste de langue française, collaborateur régulier pour les hors-séries du magazine Le Point.
Docteur en philosophie, sa thèse portait sur la conception de l'histoire chez Heidegger. Ancien chercheur associé à l’École Normale Supérieure Fontenay/St-Cloud (1996-1997), il publie en mars 2012 un livre d’enquête sur les convictions philosophiques des quinze candidats aux élections présidentielles (Éditions Germina).

## Ouvrages et thèses
- François Gauvin, Bayrou, Hollande, Joly, Le Pen, Mélenchon, Sarkozy... Leur philosophie, Éditions Germina, 2012.
- François Gauvin, La profondeur des possibles, thèse de doctorat, Université de Paris X-Nanterre, 2004. Non publié.
- François Gauvin, Véritié et historicité chez G.F.W Hegel, thèse de maîtrise, Université Laval, 1992. Non publié.
- Catherine Golliau (dir.), Sophie-Jan Arrien, Olivier Souan et François Gauvin (textes choisis et commentés par), La pensée antique des présocratiques à saint Augustin. Leurs textes fondateurs commentés, Tallandier, 2006. Avec la participation de Jacqueline de Romilly, Monique Canto-Sperber, Rémi Brague, Luc Brisson, Marcel Conche, Lucien Jerphagnon, Paul Veyne.

## Coordination
Il est coordinateur de numéros spéciaux du Point dans la collection dirigée par Catherine Golliau : "Les textes fondamentaux"
- N° 24, La politique. Machiavel, Locke, Rousseau, Tocqueville, Marx…
- N° 26, La pensée des Lumières. Voltaire, Rousseau, Diderot, Hume, Smith, Kant ...
- N° 29, La liberté. Sénèque, Saint-Paul, Sade, Tocqueville, Sartre, Foucault...
- N° 32, La Renaissance. Montaigne, Erasme, *Petrarque, Pic De La Mirandole…
- N° 34, La sagesse grecque. Homère, Platon, Hésiode, Sophocle, Aristophane, Aristote…
- N° 35, Nos derniers maîtres. Lévi-Strauss, Foucault, Lacan, Derrida, Bourdieu, Deleuze, Barthes. ...

## Entretiens en ligne (choix)
- Avec le philosophe Charles Taylor : "La société moderne se fonde de plus en plus sur la discipline".
- Avec Alain Badiou : "Les mathématiques sont la seule discipline capable d'expliquer l'Ȇtre".
- Avec Otto Pöggeler : "Que peut encore l’herméneutique pour la philosophie ?"